# Vuelo 231 de Aviaco
El día 30 de marzo de 1992 un avión DC-9 de Aviaco, matriculado como EC-BYH, y bautizado como Castillo de Butrón, que operaba el vuelo AO231 y que volaba desde el Aeropuerto de Madrid-Barajas con destino al Aeropuerto de Granada se estrelló durante la maniobra de aterrizaje en el Aeropuerto de Granada, partiendo el fuselaje en dos piezas. Los 94 pasajeros y los 5 miembros de la tripulación sobrevivieron.

## Accidente
El día del accidente, la pista en servicio en el Aeropuerto de Granada era la 09. El avión durante su aproximación experimentó un viento en cola de 11kt y abundante lluvia. Sobre las 20:20 horas y durante la fase final del aterrizaje, en la maniobra conocida como la recogida, el tren de aterrizaje del avión golpeó la pista con mucha fuerza, llegándose a experimentar una fuerza g vertical negativa de 4.49g, por lo que el avión reventó todas sus ruedas del tren principal, tras ese primer rebote, el avión se elevó de nuevo al aire y recorrió 360 metros horizontalmente para volver a caer de nuevo sobre la pista con fuerza, experimentando otra fuerte desaceleración, esta vez de 4.79g, como consecuencia de este choque, su fuselaje se quebró en dos partes sin llegar a romperse en ese momento. Mientras el avión se arrastraba por la pista con velocidad, viró a un lado, rompiéndose por completo el fuselaje y quedando este separado en dos piezas a unos 100 metros de distancia una de la otra.
Los 94 pasajeros y los 5 miembros de la tripulación sobrevivieron al accidente. Hubo 26 heridos, 14 de ellos graves.

## Causas
Como se recogen en las declaraciones del director de operaciones de Aviaco, la causa más probable del accidente fue el mal tiempo presente durante el aterrizaje, fuertes vientos, con cizalladura y lluvia. La mala meteorología posiblemente hizo que el avión no tuviese una aproximación estabilizada y tocase el suelo con mucha fuerza, aunque algunos medios también recogen testimonios de los pasajeros en los que dicen que las maniobras hechas por la tripulación durante el aterrizaje no fueron las habituales.
Iberia (aerolínea a la que pertenecía el 65% de Aviaco) también abrió la vía de investigación para ver si el accidente se había producido por un reventón de las ruedas en el momento del contacto con la pista de aterrizaje que podría haber desencadenado la secuencia de eventos posteriores.
La tripulación, tras las declaraciones de muchos testigos, pidió someterse a una control de alcoholemia voluntario para demostrar su transparencia, pero esta petición fue denegada.

## Reutilización de los restos del avión
El fuselaje del McDonnell Douglas DC-9 accidentado de Aviaco, tras el accidente, fue retirado del Aeropuerto de Granada y abandonado en un desguace, hasta que el escultor Eduardo Cajal lo encontró.
Tras su compra lo restauró y convirtió en un espacio de exposición móvil, que fue presentado en la Feria Internacional de Arte Contemporáneo de Madrid (Arco) en 2005 bajo el nombre de Proyecto Avión como escenario para la presentación de un libro.
El fuselaje ha sido adaptado, y no se encuentra completo, solo una parte del cilindro (o puro) del avión, de unos 24 metros de longitud. Las alas han sido retiradas.
Tras la presentación en Arco, esta pieza del avión ha ido recorriendo distintos puntos España siendo transportado en camión como por ejemplo en 2007, en el Festival de Cine de Málaga. 
En 2012 salió al extranjero, siendo transportado por carretera hasta Gales con motivo de las Olimpiadas Culturales de 2012.